# Абдуллаев, Урунбай
Урунба́й Абдулла́ев (5 [18] апреля 1912 — 15 августа 1989) — стрелок 1-й стрелковой роты 375-го стрелкового полка 219-й Идрицкой стрелковой дивизии 3-й ударной армии 2-го Прибалтийского фронта, красноармеец. Герой Советского Союза.

## Довоенная биография
Родился 5 (18) апреля 1912 год в ауле Багябский ныне Турткульского района Каракалпакстана Республики Узбекистан. Этнический каракалпак. Получив начальное образование, работал в местном колхозе.

## Участие в Великой Отечественной войне
В РККА призван в январе 1943 года, а уже с мая 1943 года на фронте.
В ночь на 18 июля 1944 года с группой из десяти человек, возглавляемой старшим сержантом Хакимьяном Рахимовичем Ахметгалиным, рядовой Урунбай Абдуллаев был послан за линию фронта.
Около латвийского города Лудза разведывательная группа, оказавшись в окружении, приняла бой с превосходящими силами противника, при этом, группа удерживала стратегически важную высоту 144, которая находится около деревни Сунуплява. Многие полагали, что вся группа погибла.
Указом Президиума Верховного Совета СССР от 24 марта 1945 года за образцовое выполнение боевых заданий командования на фронте борьбы с немецко-фашистскими захватчиками и проявленные при этом мужество и героизм красноармейцу Урунбаю Абдуллаеву посмертно присвоено звание Героя Советского Союза.
Но контуженного Урунбая Абдуллаева после боя на высоте 144 взяли в плен гитлеровцы. Впоследствии он оказался в концлагере около Магдебурга.

## Послевоенная карьера
После войны оказался в Уфе, позже вернулся в Каракалпакскую АССР. Работал в колхозе.
В мае 1962 года в первый раз после войны посетил высоту 144. Повторно приехал 10 ноября 1963 года.
В партию приняли в 1965 году.
Умер 15 августа 1989 года.

## Награды
- Медаль «Золотая Звезда» Героя Советского Союза (№ 11152, указ от 24.03.1945, вручена в 1961)[2]
- Орден Ленина (24.03.1945)
- Орден Отечественной войны I степени
- Медаль «За отвагу» (16.07.1944)[3]

## Память
- Почётный гражданин города Рига.
- В городе Лудза был установлен памятник.
- В деревне Сунуплява — обелиск.